# Prosoplus petechialis
Prosoplus petechialis är en skalbaggsart som först beskrevs av Francis Polkinghorne Pascoe 1864.  Prosoplus petechialis ingår i släktet Prosoplus och familjen långhorningar.
Artens utbredningsområde är Sulawesi. Inga underarter finns listade i Catalogue of Life.